# Campeonato da Oceania Juvenil de Atletismo de 2000
O Campeonato da Oceania Juvenil de Atletismo de 2000 foi a 5ª edição da competição organizada pela Associação de Atletismo da Oceania para atletas com menos de 18 anos, classificados como juvenil. O campeonato foi realizado entre os dias 24 a 26 de agosto de 2000. Teve como sede o Estádio de Atletismo SA, na cidade de Adelaide, na Austrália, sendo disputadas 33 provas (17 masculino e 16 feminino). Teve como destaque a Nova Zelândia com 19 medalhas sendo 15 de ouro.

## Medalhistas
Resultados completos podem ser encontrados no site da Athletics Weekly  e da história mundial do atletismo júnior.  e no grupo de notícias Cool Running New Zealand. 

### Masculino
| Evento                      | Ouro                              | Ouro    | Prata                                                  | Prata    | Bronze                                         | Bronze   |
| --------------------------- | --------------------------------- | ------- | ------------------------------------------------------ | -------- | ---------------------------------------------- | -------- |
| 100 metros                  | Teina Teiti · Ilhas Cook          | 11.01 w | Albert Thomas · Austrália                              | 11.23 w  | Eddie Matthies · Papua-Nova Guiné              | 11.31 w  |
| 200 metros                  | Teina Teiti · Ilhas Cook          | 22.63   | Albert Thomas · Austrália                              | 22.70    | Nathan Morath · Nova Zelândia                  | 22.92    |
| 400 metros                  | Nathan Morath · Nova Zelândia     | 50.58   | Dominique Bouillant · Nova Caledônia                   | 52.15    | Roger Lau Fat · Polinésia Francesa             | 53.25    |
| 800 metros                  | Michael Stringer · Nova Zelândia  | 1:58.34 | Setefano Mika · Samoa                                  | 2:01.14  | Linton Mani Oeta · Ilhas Salomão               | 2:01.55  |
| 1 500 metros                | Setefano Mika · Samoa             | 4:20.93 | Henry Foufaka · Ilhas Salomão                          | 4:23.79  | Satini Tyrell · Samoa                          | 4:23.83  |
| 3 000 metros                | Henry Foufaka · Ilhas Salomão     | 9:20.79 | Bongi Maki · Papua-Nova Guiné                          | 10:09.11 | Keith Sepety · Estados Federados da Micronésia | 10:17.75 |
| 110 metros barreiras        | Matt Stratton · Nova Zelândia     | 14.54 w | Matorai Dehors · Polinésia Francesa                    | 16.89 w  | Satini Tyrell · Samoa                          | 17.23 w  |
| 400 metros barreiras        | Matt Stratton · Nova Zelândia     | 57.81   | Darrell Bradford · Guam                                | 58.75    | Roger Lau Fat · Polinésia Francesa             | 1:00.54  |
| 2.000 metros com obstáculos | Henry Foufaka · Ilhas Salomão     | 6:41.89 |                                                        |          |                                                |          |
| Revezamento medley 800 m    | Nova Zelândia                     | 1:40.97 | Austrália                                              | 1:42.16  | Papua-Nova Guiné                               | 1:44.23  |
| Salto em altura             | Glen Petersen · Austrália         | 2.01    | Antonio Mohamed · FijiDaniel Sandol · Papua-Nova Guiné | 1.95     |                                                |          |
| Salto com vara              | Warren Tavergeux · Nova Caledônia | 4.00    | Dominique Bouillant · Nova Caledônia                   | 3.20     |                                                |          |
| Salto em comprimento        | Eroni Tuivanuavou · Fiji          | 7.06    | Glen Petersen · Austrália                              | 6.90     | Albert Thomas · Austrália                      | 6.80     |
| Salto triplo                | Simon Benari · Papua-Nova Guiné   | 12.70   | Taia Maerennang · Kiribati                             | 12.56    | Alfred Reiher · Kiribati                       | 12.17 w  |
| Arremesso de peso           | David McGrath · Nova Zelândia     | 15.49   | Sam Hanzel · Austrália                                 | 15.31    | Rangi Ivaiti · Ilhas Cook                      | 14.87    |
| Lançamento do martelo       | Sam Hanzel · Austrália            | 42.71   | Fereti Leavasa · Samoa                                 | 27.97    |                                                |          |
| Lançamento do dardo         | Jarrod Bannister · Austrália      | 66.15   | Dale Morris · Austrália                                | 51.88    | Rangi Ivaiti · Ilhas Cook                      | 51.09    |

### Feminino
| Evento                   | Ouro                                  | Ouro     | Prata                                  | Prata    | Bronze                                 | Bronze   |
| ------------------------ | ------------------------------------- | -------- | -------------------------------------- | -------- | -------------------------------------- | -------- |
| 100 metros               | Rebecca James · Austrália             | 12.31 w  | Erica Prescott · Nova Zelândia         | 12.66 w  | Lynette Bureng · Papua-Nova Guiné      | 12.74 w  |
| 200 metros               | Kate Johnstone · Nova Zelândia        | 25.62    | Rebecca James · Austrália              | 25.89    | Anna Spriggens · Nova Zelândia         | 26.47    |
| 400 metros               | Kate Johnstone · Nova Zelândia        | 57.49    | Anna Spriggens · Nova Zelândia         | 59.05    | Jodie Parravicini · Austrália          | 59.87    |
| 800 metros               | Melanie Aldridge · Austrália          | 2:23.63  | Miriam Goiye · Papua-Nova Guiné        | 2:28.97  |                                        |          |
| 1 500 metros             | Rowan Baird · Austrália               | 4:46.36  | Riana Dinsmore · Austrália             | 4:50.42  | Miriam Goiye · Papua-Nova Guiné        | 5:15.28  |
| 3 000 metros             | Jacqui Falconer · Nova Zelândia       | 10:10.65 | Rowan Baird · Austrália                | 10:10.81 | Riana Dinsmore · Austrália             | 10:32.22 |
| 100 metros barreiras     | Sarah Cowley · Nova Zelândia          | 15.01    | Vairea Burns · Polinésia Francesa      | 16.03    | Temoemoe Faremiro · Polinésia Francesa | 16.58    |
| Revezamento medley 800 m | Nova Zelândia                         | 1:49.46  | Austrália                              | 1:55.39  | Papua-Nova Guiné                       | 1:55.83  |
| Salto em altura          | Sarah Cowley · Nova Zelândia          | 1.71     | Rebecca James · Austrália              | 1.66     | Vaimiti Chonsui · Polinésia Francesa   | 1.50     |
| Salto com vara           | Nikki Beckett · Nova Zelândia         | 3.40     | Temoemoe Faremiro · Polinésia Francesa | 2.52     | Lucie Tepea · Polinésia Francesa       | 2.02     |
| Salto em comprimento     | Kate Malcolm · Nova Zelândia          | 5.33     | Melesia Mafile'o · Tonga               | 5.26     | Temoemoe Faremiro · Polinésia Francesa | 5.18     |
| Salto triplo             | Kate Malcolm · Nova Zelândia          | 11.09    | Melesia Mafile'o · Tonga               | 10.87    | Vairea Burns · Polinésia Francesa      | 10.44    |
| Arremesso de peso        | Tereapii Tapoki · Ilhas Cook          | 12.57    | Adituivuna Cula · Fiji                 | 11.88    | Clara Planas · Marianas Setentrionais  | 8.45     |
| Lançamento de disco      | Tereapii Tapoki · Ilhas Cook          | 38.23    | Clara Planas · Marianas Setentrionais  | 17.43    |                                        |          |
| Lançamento do martelo    | Clara Planas · Marianas Setentrionais | 21.44    |                                        |          |                                        |          |
| Lançamento do dardo      | Tracey Hawken · Austrália             | 35.33    | Melesia Mafile'o · Tonga               | 33.09    | Illyana Tauarea · Ilhas Cook           | 31.46    |

## Quadro de medalhas (não oficial)
| Ordem | País                   | Medalha de ouro | Medalha de prata | Medalha de bronze | Total |
| ----- | ---------------------- | --------------- | ---------------- | ----------------- | ----- |
| 1     | Nova Zelândia          | 15              | 2                | 2                 | 19    |
| 2     | Austrália              | 7               | 11               | 3                 | 21    |
| 3     | Ilhas Cook             | 4               | 0                | 3                 | 7     |
| 4     | Ilhas Salomão          | 2               | 1                | 1                 | 4     |
| 5     | Papua-Nova Guiné       | 1               | 3                | 5                 | 9     |
| 6     | Samoa                  | 1               | 2                | 2                 | 5     |
| 7     | Fiji                   | 1               | 2                | 0                 | 3     |
| 7     | Nova Caledônia         | 1               | 2                | 0                 | 3     |
| 9     | Marianas Setentrionais | 1               | 1                | 1                 | 3     |
| 10    | Polinésia Francesa     | 0               | 3                | 7                 | 10    |
| 11    | Tonga                  | 0               | 3                | 0                 | 3     |
| 12    | Kiribati               | 0               | 1                | 1                 | 2     |
| 13    | Guam                   | 0               | 1                | 0                 | 1     |
| 14    | Guam                   | 0               | 0                | 1                 | 1     |
| Total | Total                  | 33              | 32               | 26                | 91    |

## Participantes (não oficial)
Uma contagem não oficial rende o número de cerca de 97 atletas de 18 nacionalidades.
| - Samoa Americana (4) - Austrália (14) - Ilhas Cook (8) - Fiji (6) - Guam (1) - Kiribati (4) | - Ilhas Marshall (3) - Estados Federados da Micronésia (6) - Nauru (8) - Nova Caledônia (3) - Nova Zelândia (11) - Marianas Setentrionais (3) | - Palau (1) - Papua-Nova Guiné (9) - Samoa (6) - Ilhas Salomão (2) - Polinésia Francesa (7) - Tonga (1) |